# Scutiger adungensis
Scutiger adungensis es una especie  de anfibios de la familia Megophryidae.

## Distribución geográfica
Se encuentra en la  China y, posiblemente en Birmania.